# Eisenach (Rajna-vidék-Pfalz)
Eisenach település Németországban, Rajna-vidék-Pfalz tartományban. Lakosainak száma 392 fő (2023. december 31.). Eisenach Ralingen és Menningen községekkel határos.

## Népesség
A település népességének változása:
| Lakosok száma | 377  | 364  | 351  | 366  | 373  | 384  | 392  |
|               | 1975 | 2014 | 2017 | 2019 | 2021 | 2022 | 2023 |